# Assemini Carmine
Assemini Carmine (wł. Stazione di Assemini Carmine) – przystanek kolejowy w Assemini, w prowincji Cagliari, w regionie Sardynia, we Włoszech. Położona jest na linii Cagliari – Golfo Aranci.
Według klasyfikacji RFI ma kategorię brązową.

## Historia
Budowa przystanku Assemini Carmine jest związana z decyzją o rozbudowie systemu kolei aglomeracyjnej w Cagliari. Przystanek został otwarty 14 czerwca 2009 roku.

## Linie kolejowe
- Cagliari – Golfo Aranci